# 遠藤聡太
遠藤 聡太（えんどう そうた、1984年 - ）は、日本の法学者。専門は刑事法。早稲田大学大学院法務研究科准教授。東北大学 大学院法学研究科 非常勤講師を兼任。日本刑法学会所属。佐伯仁志に師事。広島県出身。

## 研究テーマ
主な研究テーマは「緊急避難」。
またその他に、師である佐伯仁志の影響を受け、「法益関係的錯誤」も専門とする。

## 人物
東京大学卒業後、同大学法科大学院に進学。その後、司法試験を受験し一回目で合格するも、佐伯仁志からの助言と刑事法への興味から、司法修習は受けずに学者の道を選んで同大学の助教になる。東北大学の准教授を経て、現在、早稲田大学 大学院法務研究科、法学学術院の准教授。
授業では、重要判例の判決文を第一審から読み解くことで理解を深めさせるというスタンスを取っており、その基礎的な部分から着実に理解をさせていく授業手法に、人柄の良さも相まって、学生からの人望が厚い。

## 略歴

### 学歴
- 2007年3月 - 東京大学法学部 卒業
- 2009年3月 - 東京大学法科大学院 修了
- 2009年9月 - 司法試験 合格

### 職歴
- 2009年4月 - 東京大学大学院法学政治学研究科、助教
- 2012年4月 - 東北大学大学院法学研究科、准教授
- 2017年4月 - 早稲田大学 大学院法務研究科、准教授

## 研究実績

### 書籍
- 『刑法判例百選II 各論 [第7版]』 (2014年8月) (別冊ジュリスト221号)
  - 『判例評釈 事後強盗罪の予備 (最決昭和54年11月19日)』

### 論文
- 『刑事判例研究(第134回) 専ら防御用としての催涙スプレー隠匿携帯行為と軽犯罪法1条2号にいう「正当な理由」[最高裁平成21.3.26第一小法廷判決]』(2010年9月) 『ジュリスト 2010年9月15日号(No.1407)』収録。
- 『第18回 国際刑法会議決議 (訳)』（2011年3月） 『刑法雑誌』50巻3号収録。
- 『緊急避難論の再検討 (1)』（2014年1月） 『法学協会雑誌』131巻1号収録。
- 『緊急避難論の再検討 (2)』（2014年2月） 『法学協会雑誌』131巻2号収録。
- 『緊急避難論の再検討 (3)』（2014年6月） 『法学協会雑誌』131巻6号収録。
- 『緊急避難論の再検討 (4)』（2014年7月） 『法学協会雑誌』131巻7号収録。
- 『緊急避難論の再検討 (5)』（2014年12月） 『法学協会雑誌』131巻12号収録。
- 『緊急避難論の再検討 (6)』（2015年7月） 『法学協会雑誌』132巻7号収録。
- 『緊急避難における「危難」の判断方法について (1)』（2016年2月） 『法學』79巻6号収録。
- 『判例評釈 緊急避難における「やむを得ずにした行為」には当たらないとされた事例（札幌高判平成26・12・2）』（2016年2月） 『法学教室 425号 (判例セレクト2015)』収録。
- 『緊急避難論の再検討 (7)』（2016年5月） 『法学協会雑誌』133巻5号収録。

### 口頭発表・講演
- 『緊急避難論の再検討』（2013年3月） 日本刑法学会 第21回 仙台支部大会
  - 開催地: 東北大学
- 『緊急避難論の再検討』（2017年5月21日） 日本刑法学会 第95回大会
  - 開催地: 慶應義塾大学

## 所属学会
日本刑法学会